# Pascal Pierre
Pascal Pierre (Caen, 28 maggio 1968) è un ex calciatore francese, di ruolo difensore.

## Palmarès

### Club

#### Competizioni nazionali
- Coppa di Lega francese: 1

Metz: 1995-1996